# ناصر ضمیری
ناصر ضمیری (متولد ۱۳۵۶ در مشهد) فیلمساز مستقل ایرانی است.

## فعالیتهای سینمایی و افتخارات
فعالیت سینمایی وی از سال۱۳۷۷ با ساخت فیلم کوتاه انسان سپید آغاز شد.

### آثار
- انسان سپید (۱۳۷۷)
- لالایی برای بیداری (۱۳۸۰)
- سوم شخص مفرد (۸۳–۱۳۸۲)
- جایی دنج برای ماهی‌ها (۱۳۸۵)
- آسمان بدون گذرنامه (۱۳۸۷)
- شیر تلخ (۱۳۸۹)
- با دیگران (۱۳۹۲)

### جوایز
- با دیگران، جایزه ویژهٔ هیئت داوران، هفدهمین جشنوارهٔ بین‌المللی مذهب امروز، ایتالیا۲۰۱۴
- با دیگران، تندیس جشنواره و دیپلم افتخار بهترین فیلم از نگاه منتقدان، شانزدهمین جشنوارهٔ بین‌المللی، هند۲۰۱۴
- با دیگران، تندیس جشنواره و دیپلم افتخار ویژهٔ هیئت داوران، بخش بین‌الملل سی و دومین جشنوارهٔ بین‌المللی فیلم فجر، ایران۲۰۱۴
- شیر تلخ، نشان یونیکا، چهلمین جشنواره فیلم ملل، اتریش۲۰۱۲
- شیر تلخ، نشان طلا (خرس طلایی)، چهلمین جشنواره فیلم ملل- اتریش۲۰۱۲
- شیر تلخ، تندیس جشنواره و دیپلم افتخار بهترین فیلم کوتاه، دهمین جشنواره آسیایی فیلم چشم سوم، هند۲۰۱۱
- شیر تلخ، تندیس جشنواره و دیپلم افتخار بهترین فیلم داستانی، بخش بین‌الملل بیست و هشتمین جشنواره بین‌المللی فیلم کوتاه، ایران۲۰۱۱
- شیر تلخ، تقدیر ویژه هیئت داوران، هشتمین جشنواره بین‌المللی فیلم کوتاه Sedicicorto، ایتالیا۲۰۱۱
- شیر تلخ، جایزه اول، ششمین جشنواره بین‌المللی فیلم pentedattilo، ایتالیا۲۰۱۱
- جایی دنج برای ماهی‌ها، بهترین فیلم کوتاه، جشنواره بین‌المللی فیلم شکستن موانع، روسیه۲۰۱۰
- جایی دنج برای ماهی‌ها، جایزه ویزه هیئت داوران، جشنواره بین‌المللی other، استرالیا۲۰۰۸
- جایی دنج برای ماهی‌ها، نشان طلا (خرس طلایی)، سی و ششمین جشنواره فیلم ملل، اتریش۲۰۰۸
- جایی دنج برای ماهی‌ها، جایزه دوم جشنواره بین‌المللی فیلم کوتاه راه زندگی، آلمان۲۰۰۷
- جایی دنج برای ماهی‌ها، بهترین فیلم داستانی جشنواره بین‌المللی فیلم کوتاه آسیانا، کره جنوبی۲۰۰۶
- لالایی برای بیداری، نشان برنز (خرس برنزی)، سی و یکمین جشنواره فیلم ملل، اتریش۲۰۰۳